# Jordi Amat Maas
Jordi Amat Maas (Canet de Mar, Barcelona, España, 21 de marzo de 1992) es un futbolista hispano-indonesio que juega como defensa en el Persija Jakarta de la Liga 1 de Indonesia.

## Trayectoria
Dio sus primeros pasos como futbolista en el equipo prebenjamín del C. F. Canet de Mar, en su localidad natal, hasta que su progreso le llevó, con siete años, a ingresar en el fútbol base del R. C. D. Espanyol.
La temporada 2009-10 la empezó con el filial, el R. C. D. Espanyol "B", en Segunda División B. El 24 de enero de 2010, ante la falta de efectivos del primer equipo, Mauricio Pochettino decidió incluirlo en la convocatoria para el partido contra el R. C. D. Mallorca de la jornada 19 de liga en el Estadio de Cornellà-El Prat. Debido a la lesión de Moisés Hurtado en el minuto 82 debutó con el primer equipo con tan solo 17 años, cumpliendo así su sueño desde que era pequeño al ser un jugador identificado con los colores de su club. Su segundo partido en Primera División llegó pocos días después, el 6 de febrero, ante el Real Madrid en el Estadio Santiago Bernabéu, saltando al terreno de juego en el minuto 71 en lugar de Nico Pareja.
En la temporada 2010-11 se afianzó en las convocatorias del primer equipo durante la 1.ª vuelta de la competición liguera, hecho que le permitió tener ficha del primer equipo con el dorsal número 5 a mitad de temporada, el 31 de enero de 2011, después de que dejara libre Dídac esta ficha por su traspaso al A. C. Milan.
En la temporada 2012-13 fue cedido desde la entidad perica al Rayo Vallecano por una temporada y sin opción de compra. El 24 de febrero marcó su primer gol en Primera División e hizo historia en el conjunto vallecano al lograr el gol número 600 del club en la máxima categoría. Para la temporada siguiente fichó por el Swansea City A. F. C. por cuatro temporadas.
En julio de 2017 fue cedido al Real Betis Balompié por un año sin opción de compra para el equipo andaluz. Tras esta cesión regresó al Rayo Vallecano, firmando un contrato por cuatro temporadas.
En agosto de 2019 el Rayo Vallecano lo cedió al K. A. S. Eupen de Bélgica durante una temporada. Esta se suspendió como consecuencia del COVID-19, pero siguió en el equipo ya que esta cesión incluía una opción de compra obligatoria.
En junio de 2022 fichó por el Johor Darul Takzim F. C. de Malasia, aunque para poder jugar tuvo que completar el proceso de adquisición de la nacionalidad indonesia. A este país se marchó después de tres años tras firmar por el Persija Jakarta.

## Selección nacional
Fue internacional con España en categorías inferiores, llegando a jugar quince partidos con la sub-21. En octubre de 2021 mostró su interés en jugar con la selección de Indonesia, país de nacimiento de su abuela. En noviembre de 2022 obtuvo dicha nacionalidad y el 23 de diciembre debutó con la selección asiática en un partido contra Camboya, perteneciente a la Copa AFF 2022.

## Vida personal
Amat tiene ascendencia indonesia por parte de su abuela, Isje Maas-Villanueva, nacida en Makassar, quien además era descendiente de los reyes 14.º y 17.º del Siau en las Islas Sitaro: id (1850-1889) y id (1895-1908), respectivamente. Fue incorporado oficialmente al Consejo Real del Sultanato de Nusantara el 1 de julio de 2022, donde recibió el título de Pangeran (príncipe).

## Clubes
- Actualizado el 3 de octubre de 2024.[21]

| Club                         | País      | Año       | Partidos | Goles |
| ---------------------------- | --------- | --------- | -------- | ----- |
| R. C. D. Espanyol "B"        | España    | 2009-2010 | 15       | 0     |
| R. C. D. Espanyol            | España    | 2009-2013 | 47       | 0     |
| Rayo Vallecano (cesión)      | España    | 2012-2013 | 27       | 1     |
| Swansea City A. F. C.        | Gales     | 2013-2018 | 72       | 0     |
| Real Betis Balompié (cesión) | España    | 2017-2018 | 26       | 0     |
| Rayo Vallecano               | España    | 2018-2020 | 31       | 0     |
| K. A. S. Eupen               | Bélgica   | 2019-2022 | 86       | 2     |
| Johor Darul Takzim F. C.     | Malasia   | 2022-2025 | 66       | 3     |
| Persija Jakarta              | Indonesia | 2025-     |          |       |

## Palmarés

### Títulos nacionales
| Título                 | Club                     | País    | Año  |
| ---------------------- | ------------------------ | ------- | ---- |
| Copa FA Malasia        | Johor Darul Takzim F. C. | Malasia | 2022 |
| Copa de Malasia        | Johor Darul Takzim F. C. | Malasia | 2022 |
| Malasia Charity Shield | Johor Darul Takzim F. C. | Malasia | 2023 |
| Copa FA Malasia        | Johor Darul Takzim F. C. | Malasia | 2023 |
| Superliga de Malasia   | Johor Darul Takzim F. C. | Malasia | 2023 |
| Copa de Malasia        | Johor Darul Takzim F. C. | Malasia | 2023 |
| Copa FA Malasia        | Johor Darul Takzim F. C. | Malasia | 2024 |
| Superliga de Malasia   | Johor Darul Takzim F. C. | Malasia | 2025 |
| Copa de Malasia        | Johor Darul Takzim F. C. | Malasia | 2025 |